# Jürgen Triebel

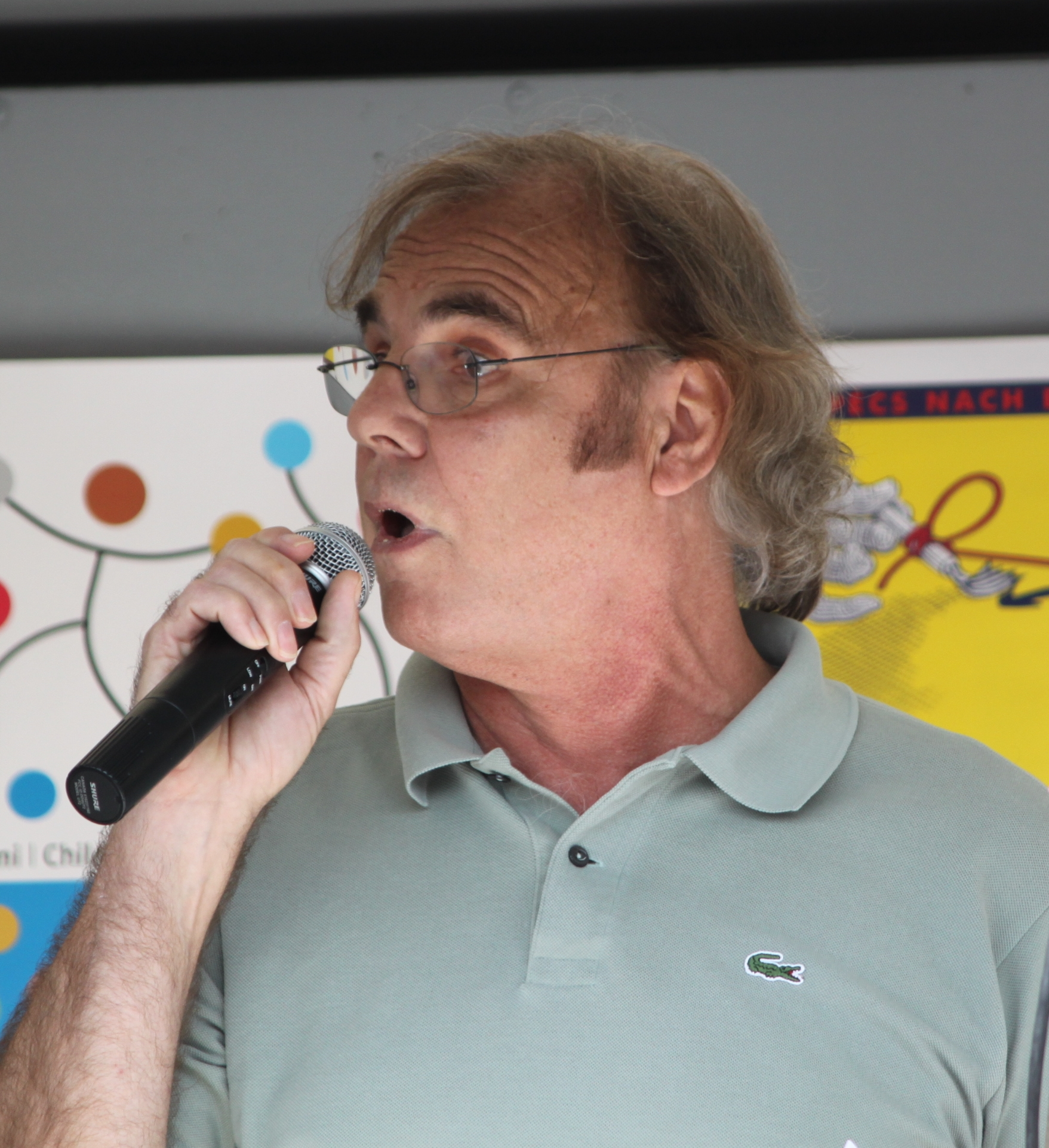
Jürgen Triebel singt das Currywurst-Lied, Kunstaktion Still-leben A40/Essen, Juli 2010

Jürgen Triebel (* 28. Juli 1948 in Bad Wildungen) ist ein deutscher Komponist, Musiker, Produzent, Sänger sowie Fernseh- und Radio-Moderator.

## Leben

### Frühes Leben
Er ist Sohn einer Schauspielerin und eines Kapellmeisters. Nach der Grundschulzeit in Oberhausen besuchte er in Duisburg das Gymnasium und machte in Wiesbaden Abitur. Danach studierte er am Konservatorium in Duisburg Musik und legte sein Examen als Chorleiter ab. Schon während der Grundschulzeit spielte er viele Kinderrollen am Stadttheater Oberhausen.

### Karriere als Sänger, Komponist und Produzent
Während des Studiums war er Mitglied in diversen Beat Bands als Sänger und Keyboarder. Mit der Band The Newcomers brachte er den BEAT erstmals auf die Theaterbühne und begleitete musikalisch die ersten Theaterstücke des Autors Peter Handke. Mit der Band Countdown bekam er 1969 seinen ersten Plattenvertrag bei Polydor. Es folgten erste Fernsehauftritte in den Sendungen Disco (ZDF) und Wir im Scheinwerfer (WDR). Nach der Auflösung der Band arbeitete er in diversen Studios im Ruhrgebiet als Autor und Arrangeur und versuchte sich auch als Conferencier. Um den Lebensunterhalt aufzubessern, jobbte er nebenher als Briefträger, Stahlarbeiter und Verkäufer. Im Jahr 1976 nahm er als Komponist mit dem Lied Ein neuer Tag am deutschen Grand-Prix-Vorentscheid teil, das jedoch nur den letzten Platz belegte. In der Folge komponierte er Jingles für WDR 2 und die Erkennungsmelodie der ARD-Sendung Plattenküche u. v. a.
Er schrieb unter anderem Titel für Roland Kaiser, Bernhard Brink, Nino de Angelo, Gary Puckett, Rex Gildo, Roy Black, Harald Juhnke, Vicky Leandros, Mary Roos, Daliah Lavi, Wencke Myhre, Jürgen Marcus, Andy Borg, Hoffmann & Hoffmann, Dorthe Kollo, Michael Morgan, Jürgen Drews, Bläck Fööss, Karat, Tana Schanzara und Diether Krebs. Er arbeitete auch am ersten Album für Herbert Grönemeyer mit – später schrieb er die Musik für den Kultsong Currywurst, der Text stammt von Diether Krebs.
In den späten 1970er Jahren gründete er zusammen mit dem Texter Horst-Herbert Krause und dem Kaufmann Bernd Kowalzik in Bochum den Verlag und das Label Roof Music. Hierfür produzierte Triebel an der Seite des Toningenieurs Helmut Rohlfing die ersten drei europäischen Alben des amerikanischen Komponisten Louis Hardin, genannt Moondog, „Moondog in Europe“ / „H’art Songs“ / und „New Music for an old Instrument“. Alben, die erst nach dem Tode des Künstlers weltweit Kultstatus erreichten.
Anfang der 1980er-Jahre war er in der Kölner Niederlassung der EMI Produzent für neue Künstler und als Sänger in der Neuen Deutschen Welle mit der Gruppe NUX unterwegs. 1981 trat er mit dem Titel Cool Cousin Cocaine auch im WWF Club auf. Auch beim Instant Product Projekt Lothar und die Trabanten sang er als „Lothar“ in vielen Fernsehsendungen den Titel Unter dem Wartburg.
1982 und 1983 wurde er beim Castlebar International Song Contest Ireland als „Best Foreign Song Composer“ ausgezeichnet.

### Moderationen
„Aus Spaß“ nahm er an einem Casting des WDR teil, bei dem ein Wettermoderator gesucht wurde. So wurde er Wetterfrosch der neuen Sendung Aktuelle Stunde und durfte außerdem auch eigene Musikreportagen und kurze Features gestalten. Unter anderem drehte er als Autor und Regisseur ein Porträt des Komponisten Moondog und des Malers Ernst Fuchs.
Von 1985 bis 1990 moderierte er dann als Nachfolger von Jürgen von der Lippe gemeinsam mit Marijke Amado und Frank Laufenberg die ARD-Vorabendsendung WWF-Club, die im Verbreitungsgebiet des WDR zu empfangen war. Von 1986 bis 1987 trat er außerdem in der ARD-Comedy-Serie Sender Frikadelle zusammen mit Margarethe Schreinemakers auf. Nach dem Ende des WWF-Club im Sommer 1990 wurde er dann 1991 festes Jurymitglied in der RTL-Sendung Mini Playback Show, für die er auch die Erkennungsmelodie und den Schluss-Song schrieb und in der er wieder mit seiner Kollegin Marijke Amado zusammen arbeitete.
Es folgten 1990–1991 zwei eigene Shows für ihn beim DFF, den Vorläufersender des MDR. Die eine mit dem Titel Schlagseite, vier Shows mit bekannten Schlagerstars aus West und Ost, und Hinter dem Horizont, ein Reisequiz von einem Kreuzfahrtschiff rund um Westeuropa.
In der Zeit von 2007 bis 2010 moderierte Triebel zusammen mit seiner ehemaligen WWF-Club-Kollegin Marijke Amado die Hörfunksendung Schlagerboulevard auf WDR 4. Im August 2020 war er zusammen mit seinen ehemaligen WWF-Club-Kollegen Marijke Amado, Frank Laufenberg und Jürgen von der Lippe zu Gast in einer Ausgabe der Talkshow Kölner Treff, die sich ausschließlich dem 40. Geburtstag des WWF Club widmete.

### Musikalische Tätigkeiten seit den 1990ern
Von 1993 bis 1999 widmete er sich wieder verstärkt dem Produzieren, Komponieren und Texten für diverse Interpreten und befasste sich verstärkt mit Nachwuchskünstlern. In den Jahren schrieb er viele Titel und konnte größere Erfolge landen. Unter anderem war er vertreten beim Gibraltar Song Festival als Komponist und Interpret, beim Deutschen Schlagerwettbewerb als Komponist für die Gruppe Karat sowie bei den Deutschen Schlager Festspielen als Komponist für Michael Morgan und Jürgen Drews.
Von 2000 bis 2008 wurde er musikalischer Fachberater für die verschiedensten WDR-Sendungen Klingendes NRW, Musiklegenden, Närrische Hitparade (auch Opening / Juror) Hintergrundmusiken. 2008 sangen der Comedian Mario Barth und der Bandleader Paul Kuhn im Duett das Lied Mensch Berlin, das Triebel ursprünglich für Harald Juhnke geschrieben hatte, bei Mario Barths Publikumsweltrekord im Berliner Olympiastadion vor 70.000 Zuschauern.
Von 2010 bis 2016 war er auch Musikalischer Leiter der WDR-Kultsendung Schöne Bescherung. Seit 2016 arbeitet er an Erstellungen von Treatments für Fernsehsendungen sowie an diversen Musikproduktionen in Zusammenarbeit mit Walther Kahl, dem Chef der Musikproduktion und des Verlages Seychelles Music in Bergisch Gladbach.